# Geirangerfjorden
62°7′N 7°10′Ø / 62.117°N 7.167°Ø
Geirangerfjorden er en fjord i Sunnmøre, et af tre distrikter, i Møre og Romsdal. Den er 15 kilometer lang og udgør en arm af Storfjorden. Inderst i fjorden ligger Geiranger.
Langs fjorden ligger Skageflå, Blomberg og Knivsflå, som er højt beliggende, fraflyttede gårde, tilgængelige via sti og båd. Fjorden er et af Norges mest besøgte turistmål, og blev 14. juli 2005 indskrevet på UNESCO's Verdensarvsliste.

## Vandfald
De to mest kendte vandfald i Geirangerfjorden er Knivsflåfossene, bedre kendt som De syv søstrene og Friaren, hvoraf det længste fald er omkring 250 m. De to vandfald ligger på hver sin side af fjorden nogenlunde overfor hinanden. Ifølge legenden er Friaren en frier til de syv søstre.
Et andet vandfald i fjorden er Brudesløret.

## Ekstern henvisning
- Wikimedia Commons har flere filer relateret til Geiranger
- Destination Geirangerfjord – Trollstigen Arkiveret 8. maj 2016 hos  Wayback Machine